# Mahudha
Mahudha é uma cidade e um município no distrito de Kheda, no estado indiano de Gujarat.

## Geografia
Mahudha está localizada a 22° 49′ N, 72° 56′ L. Tem uma altitude média de 37 metros (121 pés).

## Demografia
Segundo o censo de 2001, Mahudha tinha uma população de 15 780 habitantes. Os indivíduos do sexo masculino constituem 52% da população e os do sexo feminino 48%. Mahudha tem uma taxa de literacia de 69%, superior à média nacional de 59,5%: a literacia no sexo masculino é de 78% e no sexo feminino é de 59%. Em Mahudha, 11% da população está abaixo dos 6 anos de idade.